# Ral·li Dakar
El Ral·li Dakar (oficialment en anglès, Dakar Rally), conegut simplement com a El Dakar, és una cursa de vehicles que se celebra anualment, organitzada per l'Amaury Sport Organisation. La carrera és oberta a participants aficionats i professionals; els amateurs normalment componen el vuitanta per cent de les inscripcions.
Malgrat anomenar-se ral·li, es tracta d'un raid, una cursa de resistència; el terreny que travessen els competidors és molt més dur i els vehicles utilitzats són autèntics tot terreny en comptes dels turismes adaptats que es fan servir als ral·lis. La majoria dels trams especials són fora d'asfalt, travessant dunes, fang, herba de camell, pedres, ergs i d'altres. Les distàncies cobertes a cada etapa varien des d'uns pocs quilòmetres fins a centenars per dia.

## Història

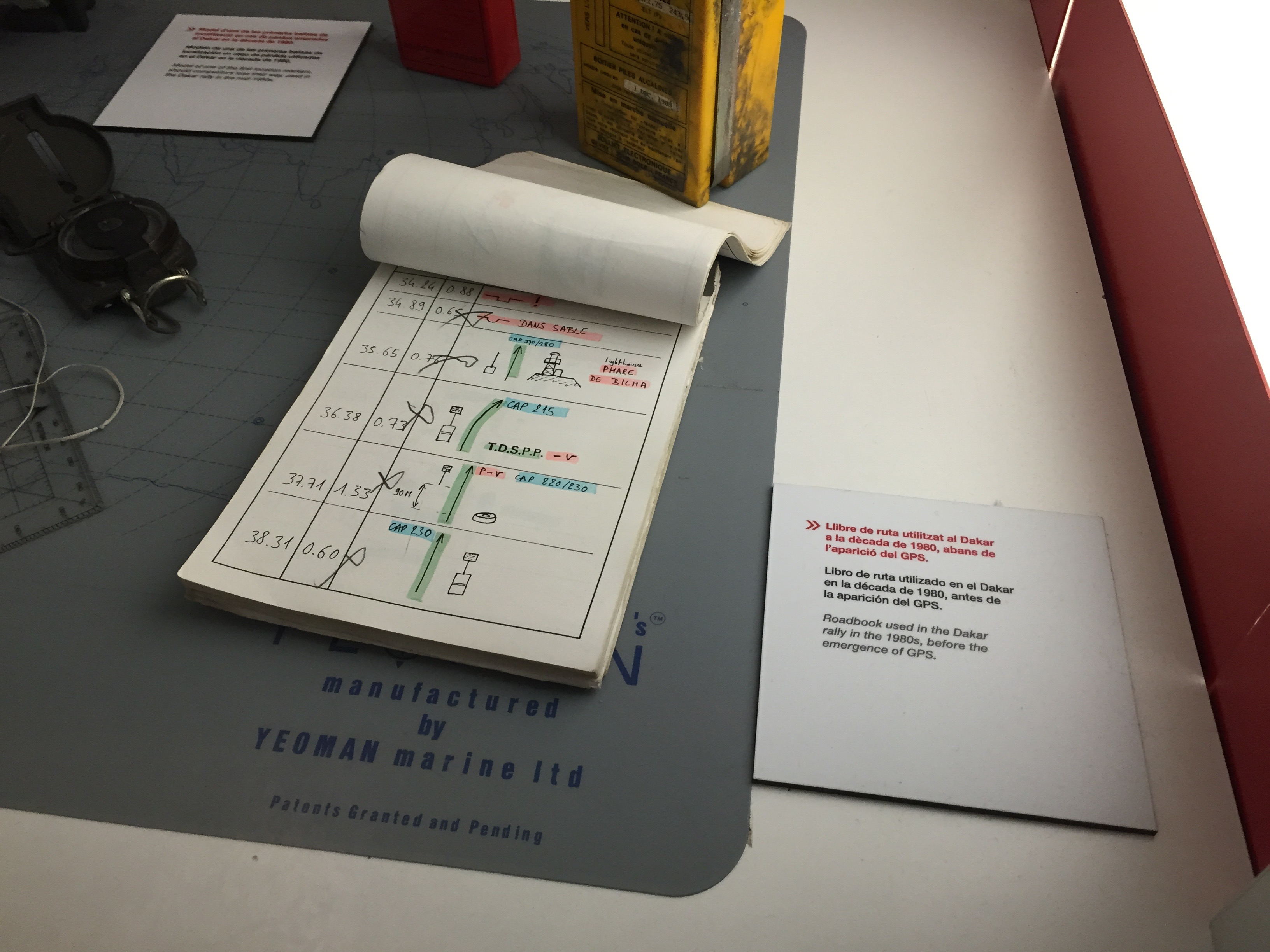
Llibre de ruta utilitzat al Dakar, anterior a l'aparició del GPS

La primera edició de la cursa fou la de 1979 (inaugurada concretament el 26 de desembre de 1978), un any després que el corredor Thierry Sabine es perdés al Sàhara i decidís que seria una bona ubicació per dur-hi a terme un raid regular. Originalment, el raid anava de París fins a Dakar (al Senegal). A causa de problemes polítics i altres factors, el traçat, inclòs l'origen i la destinació, ha anat variant al llarg dels anys. Dakar ha estat la ciutat de destinació en totes les edicions africanes menys en quatre ocasions. El raid començava a París cada any fins al 1995 quan, a causa de queixes de l'alcalde, la sortida es va haver de moure des dels Champs-Élysées a l'Eurodisney.
L'any 2008, en una decisió sense precedents, l'organització (molt pressionada pel govern francès) va decidir suspendre el Ral·li a causa de l'amenaça terrorista a Mauritània, un dels països clau del recorregut. A partir d'aquest moment el raid canvià d'ubicació (abandonant l'Àfrica). Al mateix temps, l'organització llançà el Central Europe Rally, una competició alternativa que començà l'11 d'abril del 2008 a Budapest, recorrent Hongria i Romania.

### Sud-amèrica

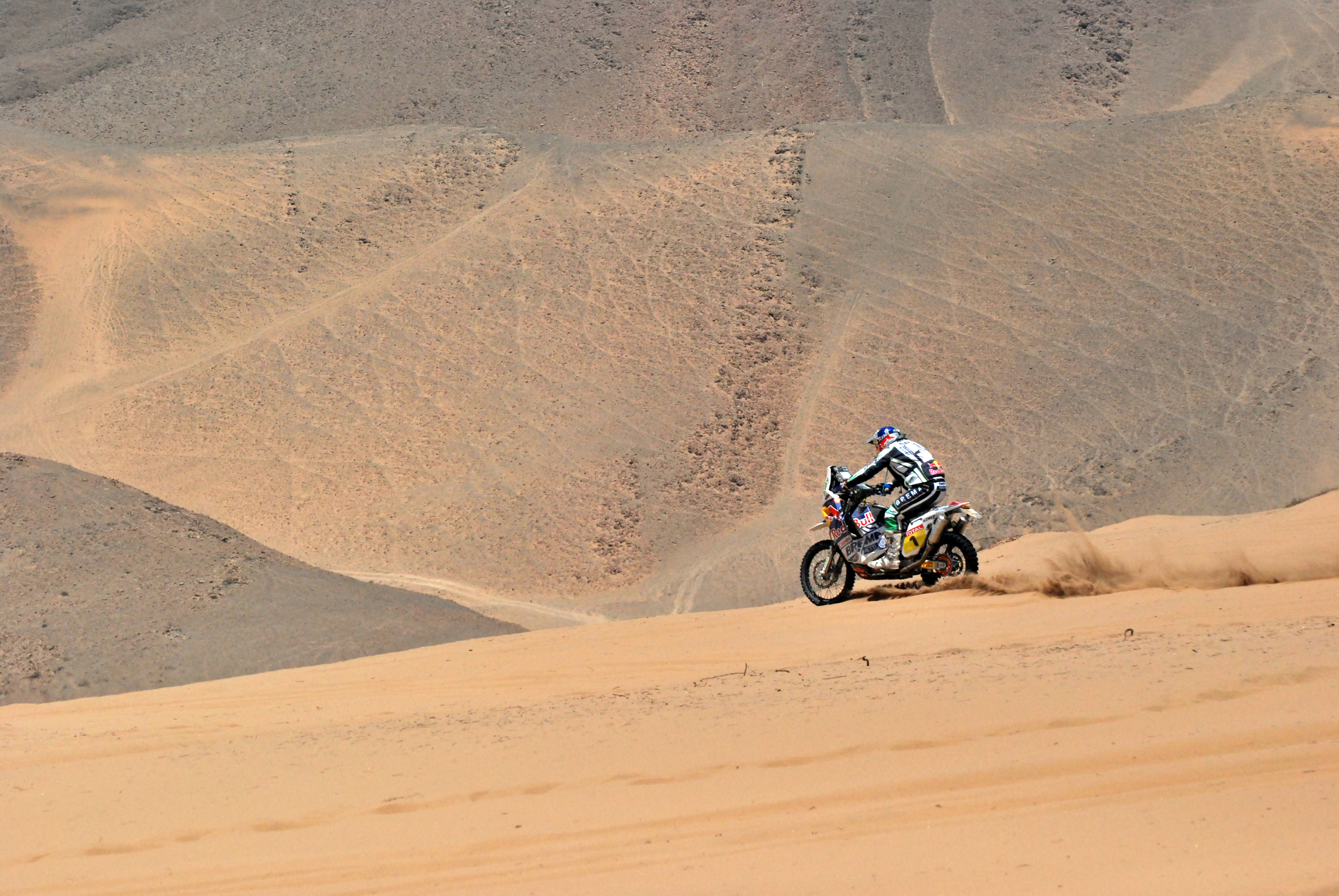
Marc Coma amb la KTM prop de Copiapó durant l'edició del 2010

El Ral·li Dakar 2009 va tenir lloc per primera vegada fora d'Europa i Àfrica, ja que els organitzadors van canviar la ubicació a causa de les preocupacions sobre possibles atacs terroristes que van donar lloc a la cancel·lació del Ral·li Dakar de 2008. A més de les categories de motocicletes, automòbils i camions, es va afegir per primera vegada una classe de quad (vehicle tot terreny) independent.

### Aràbia Saudí
Després d'onze anys a Amèrica del Sud les relacions entre els organitzadors i els governs sud-americans es van degradar i l'esdeveniment es va celebrar al Aràbia Saudí per primera vegada en 2019, tot i els abusos dels drets humans i la guerra del Iemen. El contracte per organitzar l'esdeveniment a l'Aràbia Saudita es va signar per cinc anys.

## Rutes
Llista completa de rutes del Ral·li Dakar
- Àfrica:
  - 1979: París - Dakar
  - 1980: París - Dakar
  - 1981: París - Dakar
  - 1982: París - Alger - Dakar
  - 1983: París - Alger - Dakar
  - 1984: París - Alger - Dakar
  - 1985: París - Alger - Dakar
  - 1986: París - Alger - Dakar
  - 1987: París - Alger - Dakar
  - 1988: París - Alger - Dakar
  - 1989: París - Tunis - Dakar
  - 1990: París - Trípoli - Dakar
  - 1991: París - Trípoli - Dakar
  - 1992: París - Sirte - Ciutat del Cap
  - 1993: París - Dakar
  - 1994: París - Dakar - París
  - 1995: Granada - Dakar
  - 1996: Granada - Dakar
  - 1997: Dakar - Agadez - Dakar
  - 1998: París - Granada - Dakar
  - 1999: Granada - Dakar
  - 2000: París - Dakar - El Caire
  - 2001: París - Dakar
  - 2002: Arràs (160 km al nord de París) - Madrid - Dakar
  - 2003: Marsella - Xarm al xeic (Egipte)
  - 2004: Clarmont d'Alvèrnia - Dakar
  - 2005: Barcelona - Dakar
  - 2006: Lisboa - Dakar
  - 2007: Lisboa - Dakar
  - 2008: Cancel·lat
- Amèrica:
  - 2009: Buenos Aires - Valparaíso - Buenos Aires
  - 2010: Buenos Aires - Antofagasta - Buenos Aires
  - 2011: Buenos Aires - Arica - Buenos Aires
  - 2012: Mar del Plata - Copiapó - Lima
  - 2013: Lima - Tucumán - Santiago
  - 2014: Rosario - Salta - Valparaíso
  - 2015: Buenos Aires - Iquique - Buenos Aires
  - 2016: Buenos Aires - Salta - Rosario
  - 2017: Asunción - La Paz - Buenos Aires
  - 2018: Lima - La Paz - Córdoba
  - 2019: Lima - Lima
- Àsia
  - 2020: Jiddah - Al-Qiddiya
  - 2021: Jeddah - Jeddah
  - 2022: Jeddah - Jeddah
  - 2023: Campament a la riba del Mar Roig, prop de Yanbo - Dammam
  - 2024: Al-Ula–Yanbo
  - 2025: Bisha–Shubaytah

## Vehicles i categories
Les tres categories principals del Dakar són les motocicletes, els automòbils i els camions. Molts fabricants exploten les dures condicions del raid com a camp de proves, i per demostrar la durabilitat dels seus vehicles, tot i que la majoria són molt modificats.

### Motocicletes
Les motocicletes que participen actualment al Dakar són models pensats i fabricats específicament per a aquest tipus de curses, caracteritzats per una gran robustesa i potència i un consum reduït. Totes duen un motor de quatre temps de fins a 450 cc de cilindrada, essent-ne l'exemple paradigmàtic la KTM 450 Rally, un model que domina la prova sense interrupció des del 2012. Inicialment, però, els participants hi corrien amb models de sèrie mínimament adaptats per a l'ocasió, partint de les poques opcions que hi havia al mercat aptes per a tan dura prova. Entre elles, les més populars al començament eren les Yamaha XT 500, l'Honda XL 500 i la BMW GS (aquesta, més voluminosa i de gran cilindrada). Com a curiositat, el català Joan Porcar hi participà el 1982 amb una OSSA Desert 350, una de les poques motos amb motor de dos temps que hi han corregut mai.
Aviat, el prestigi que donava la victòria en aquesta prova va fer que els fabricants s'hi impliquessin seriosament i comencessin a aparèixer models evolucionats a partir dels prototipus oficials provats en cursa, com ara la Yamaha XTZ 600 Ténéré de 1983, la Suzuki DR-Z 800 Paris-Dakar de 1988 o l'Honda Dominator del mateix any. Altres models d'Honda tipus Dakar populars a mitjan dècada de 1980 varen ser la NXR i l'Africa Twin. Durant anys, la marca amb més èxit a la cursa fou Yamaha, gràcies especialment a l'importador francès Sonauto, el qual muntava uns potents equips oficials patrocinats per la marca de cigarretes Gauolises.
El tradicional domini de les marques japoneses a la prova va durar fins al 1998. BMW va llançar el seu reeixit model F650RR el 1999 i a partir del 2001, KTM començà la seva llarga etapa de domini absolut de la prova, primer amb la 660 Rally i actualment, amb la 450. Fins i tot l'històric patrocinador de Yamaha canvià de marca i, durant anys, Gauloises fou l'espònsor principal dels equips KTM de fàbrica.

### Automòbils
Originalment, els utilitaris europeus com el Land Rover, el Range Rover, el Mercedes-Benz G, i el Pinzgauer, a més dels Toyota Land Cruiser japonesos, dominaven la carrera. Altres fabricants han inscrit vehicles de carrer altament modificats, com els Rolls-Royce, Citroën, Peugeot (405 T16 i 205 T16), i fins i tot Porsche. El 2002, a la categoria d'automòbils hi van participar els Mitsubishi Pajero/Montero, els Volkswagen Touareg i els Nissan Navara. Mercedes Benz M, BMW X5 i BMW X3, Hummer H1 i Hummer H3 van participar-hi també però no van aconseguir posicions capdavanteres. Actualment, els aspirants a la victòria a la categoria d'd'automòbils són els Mitsubishi (favorits), els Volkswagen i els Nissan.

### Camions
La categoria de camions (T4) inclou Tatra, LIAZ, Kamaz, Hino, MAN, DAF, PERLINI, Mercedes-Benz Unimog, Renault Kerax, SCANIA, IVECO i GINAF. La dècada de 1980 va presenciar una forta rivalitat entre DAF i Mercedes-Benz, que va portar a vehicles amb dos motors i potències que superaven els 1000 CV (750 kW). Més tard, Tatra, Perlini i Kamaz van agafar el relleu. D'ençà del 2000, ha sorgit més competència a la categoria entre DAF, Tatra, Mercedes-Benz i Kamaz (favorits).

## Llista de guanyadors
A 18 de gener de 2025

### Cotxes, motos i camions
| Any  | Cotxes                                | Cotxes                       | Motos              | Motos                 | Camions                                   | Camions            | Ruta                                      |
| Any  | Pilot Copilot                         | Vehicle                      | Pilot              | Vehicle               | Pilot                                     | Vehicle            | Ruta                                      |
| ---- | ------------------------------------- | ---------------------------- | ------------------ | --------------------- | ----------------------------------------- | ------------------ | ----------------------------------------- |
| 2025 | Yazeed Al-Rajhi Timo Gottschalk       | Toyota Hilux Overdrive       | Daniel Sanders     | KTM 450 Rally         | Martin Macík                              | Iveco PowerStar    | Bisha–Shubaytah                           |
| 2024 | Carlos Sainz Lucas Cruz               | Audi RS Q e-tron             | Ricky Brabec       | Honda CRF 450 Rally   | Martin Macík                              | Iveco PowerStar    | Al-Ula–Yanbo                              |
| 2023 | Nasser Al-Attiyah Mathieu Baumel      | Toyota GR DKR Hilux          | Kevin Benavides    | KTM 450 Rally Replica | Janus van Kasteren                        | Iveco PowerStar    | Prop de Yanbo – Dammam                    |
| 2022 | Nasser Al-Attiyah Mathieu Baumel      | Toyota GR DKR Hilux          | Sam Sunderland     | Gas Gas 450 Rally     | Dmitry Sotnikov                           | Kamaz 43509        | Hail - Riad - Jiddah                      |
| 2021 | S. Peterhansel É. Boulanger           | Mini John Cooper Works Buggy | Kevin Benavides    | Honda CRF 450 Rally   | Dmitry Sotnikov                           | Kamaz              | Jiddah - Hail - Jiddah                    |
| 2020 | Carlos Sainz Lucas Cruz               | Mini John Cooper Works Buggy | Ricky Brabec       | Honda CRF 450 Rally   | Andrey Karginov                           | Kamaz              | Jiddah - Al-Qiddiya                       |
| 2019 | Nasser Al-Attiyah Matthieu Baumel     | Toyota Hilux Dakar           | Toby Price         | KTM 450 Rally         | Eduard Nikolaev                           | Kamaz              | Lima - Lima                               |
| 2018 | Carlos Sainz Lucas Cruz               | Peugeot 2008 DKR Maxi        | Matthias Walkner   | KTM 450 Rally Replica | Eduard Nikolaev                           | Kamaz              | Lima - La Paz - Córdoba                   |
| 2017 | S. Peterhansel Jean-Paul Cottret      | Peugeot 2008 DKR             | Sam Sunderland     | KTM 450 Rally         | Eduard Nikolaev                           | Kamaz              | Asunción - La Paz - Buenos Aires          |
| 2016 | S. Peterhansel Jean-Paul Cottret      | Peugeot 2008 DKR             | Toby Price         | KTM 450 Rally         | Gerard de Rooy                            | Iveco PowerStar    | Buenos Aires - Salta - Rosario            |
| 2015 | Nasser Al-Attiyah Matthieu Baumel     | Mini All 4 Racing            | Marc Coma          | KTM 450 Rally         | Ayrat Mardeev                             | Kamaz              | Buenos Aires - Iquique - Buenos Aires     |
| 2014 | Nani Roma Michel Périn                | Mini All 4 Racing            | Marc Coma          | KTM 450 Rally         | Andrey Karginov                           | Kamaz              | Rosario - Salta - Valparaíso              |
| 2013 | S. Peterhansel Jean-Paul Cottret      | Mini All 4 Racing            | Cyril Despres      | KTM 450 Rally         | Eduard Nikolaev                           | Kamaz              | Lima - Tucumán - Santiago                 |
| 2012 | S. Peterhansel Jean-Paul Cottret      | Mini All 4 Racing            | Cyril Despres      | KTM 450 Rally         | Gérard de Rooy                            | Iveco PowerStar    | Mar del Plata - Copiapó - Lima            |
| 2011 | N. Al-Attiyah Timo Gottschalk         | Volkswagen                   | Marc Coma          | KTM                   | Vladímir Txagin                           | Kamaz              | Buenos Aires - Antofagasta - Buenos Aires |
| 2010 | Carlos Sainz Lucas Cruz               | Volkswagen Touareg           | Cyril Despres      | KTM                   | Vladímir Txagin                           | Kamaz              | Buenos Aires - Antofagasta - Buenos Aires |
| 2009 | Giniel de Villiers Dirk Von Zitzewitz | Volkswagen Touareg           | Marc Coma          | KTM                   | Firdaus Kabirov                           | Kamaz              | Buenos Aires - Valparaíso - Buenos Aires  |
| 2008 | Edició cancel·lada                    | Edició cancel·lada           | Edició cancel·lada | Edició cancel·lada    | Edició cancel·lada                        | Edició cancel·lada | Edició cancel·lada                        |
| 2007 | S. Peterhansel Jean-Paul Cottret      | Mitsubishi Pajero            | Cyril Despres      | KTM                   | Hans Stacey Charly Gotlib B. der Kinderen | Man                | Lisboa - Dakar                            |
| 2006 | Luc Alphand Gilles Picard             | Mitsubishi Pajero            | Marc Coma          | KTM                   | Vladímir Txagin                           | Kamaz              | Lisboa - Dakar                            |
| 2005 | S. Peterhansel Jean-Paul Cottret      | Mitsubishi Pajero            | Cyril Despres      | KTM                   | Firdaus Kabirov                           | Kamaz              | Barcelona - Dakar                         |
| 2004 | S. Peterhansel Jean-Paul Cottret      | Mitsubishi Pajero            | Nani Roma          | KTM                   | Vladímir Txagin                           | Kamaz              | Clarmont d'Alvèrnia - Dakar               |
| 2003 | Hiroshi Masuoka Andrea Schulz         | Mitsubishi Pajero            | Richard Sainct     | KTM                   | Firdaus Kabirov                           | Kamaz              | Marsella - Xarm al xeic                   |
| 2002 | Hiroshi Masuoka Pascal Maimon         | Mitsubishi Pajero            | Fabrizio Meoni     | KTM                   | Vladímir Txagin                           | Kamaz              | Arràs - Madrid - Dakar                    |
| 2001 | Jutta Kleinschmidt Andrea Schulz      | Mitsubishi Pajero            | Meoni              | KTM                   | Karel Loprais                             | Tatra              | París - Dakar                             |
| 2000 | Jean-Louis Schlesser Henri Magne      | Schlesser-Renault Buggy      | Richard Sainct     | BMW F650RR            | Vladímir Txagin                           | Kamaz              | París - Dakar - El Caire                  |
| 1999 | Jean-Louis Schlesser Philippe Monnet  | Schlesser-Renault Buggy      | Richard Sainct     | BMW F650RR            | Karel Loprais                             | Tatra              | Granada - Dakar                           |
| 1998 | J.P. Fontenay Gilles Picard           | Mitsubishi Pajero            | S. Peterhansel     | Yamaha                | Loprais                                   | Tatra              | París - Granada - Dakar                   |
| 1997 | Kenjiro Shinozuka Henri Magne         | Mitsubishi Pajero            | S. Peterhansel     | Yamaha                | Peter Reif                                | Hino               | Dakar - Agadès - Dakar                    |
| 1996 | Pierre Lartigue Michel Perin          | Citroën ZX                   | Edi Orioli         | Yamaha                | Viktor Moskovskich                        | Kamaz              | Granada - Dakar                           |
| 1995 | Pierre Lartigue Michel Perin          | Citroën ZX                   | S. Peterhansel     | Yamaha                | Karel Loprais                             | Tatra              | Granada - Dakar                           |
| 1994 | Pierre Lartigue Michel Perin          | Citroën ZX                   | Edi Orioli         | Cagiva                | Karel Loprais                             | Tatra              | París - Dakar - París                     |
| 1993 | Bruno Saby Dominique Seriyes          | Mitsubishi Pajero            | S. Peterhansel     | Yamaha                | F. Perlini                                | Perlini            | París - Dakar                             |
| 1992 | Hubert Auriol Philippe Monnet         | Mitsubishi Pajero            | S. Peterhansel     | Yamaha                | F. Perlini                                | Perlini            | París - Sirte - Ciutat del Cap            |
| 1991 | Ari Vatanen Bruno Berglund            | Citroën ZX                   | S. Peterhansel     | Yamaha                | Jacques Houssat                           | Perlini            | París - Trípoli - Dakar                   |
| 1990 | Ari Vatanen Bruno Berglund            | Peugeot 405                  | Edi Orioli         | Cagiva                | Giorgio Villa                             | Perlini            | París - Trípoli - Dakar                   |
| 1989 | Ari Vatanen Bruno Berglund            | Peugeot 405                  | Gilles Lalay       | Honda NXR             | No disputada                              | No disputada       | París - Tunis - Dakar                     |
| 1988 | Juha Kankkunen Juha Piironen          | Peugeot 205                  | Edi Orioli         | Honda NXR             | Karel Loprais                             | Tatra              | París- Alger - Dakar                      |
| 1987 | Ari Vatanen Bernard Giroux            | Peugeot 205                  | Cyril Neveu        | Honda NXR             | Jan de Rooy                               | DAF                | París- Alger - Dakar                      |
| 1986 | René Metge Dominique Lemoyne          | Porsche 959                  | Cyril Neveu        | Honda NXR             | Giacomo Vismara                           | Mercedes-Benz      | París - Alger - Dakar                     |
| 1985 | Patrick Zaniroli Jean Da Silva        | Mitsubishi Pajero            | Gaston Rahier      | BMW R 100             | Karl-Friedrich Capito                     | Mercedes-Benz      | París- Alger - Dakar                      |
| 1984 | René Metge Dominique Lemoyne          | Porsche 911                  | Gaston Rahier      | BMW R 100             | Pierre Lalleu                             | Mercedes-Benz      | París - Alger - Dakar                     |
| 1983 | Jacky Ickx Claude Brasseur            | Mercedes 280 G               | Hubert Auriol      | BMW 980               | Georges Groine                            | Mercedes-Benz      | París- Alger - Dakar                      |
| 1982 | Claude Marreau Bernard Marreau        | Renault 20                   | Cyril Neveu        | HONDA 550 XR          | Georges Groine                            | Mercedes-Benz      | París - Alger - Dakar                     |
| 1981 | René Metge Bernard Giroux             | Range Rover                  | Hubert Auriol      | BMW GS 800            | Adrien Villette                           | ALM/ACMAT          | París - Dakar                             |
| 1980 | Freddy Kottulinsky Fred Luffelman     | Volkswagen Iltis             | Cyril Neveu        | Yamaha XT 500         | Miloud Ataouat                            | Sonacome           | París - Dakar                             |
| 1979 | Alain Génestier Joseph Terbiaut       | Range Rover                  | Cyril Neveu        | Yamaha XT 500         | J.F. Dunac                                | Pinzgauer          | París - Dakar                             |

### Quads i SSVs
| Any  | Ruta                                  | Quads                  | Quads                  | SSVs (T4)                          | SSVs (T4)              |
| Any  | Ruta                                  | Pilot                  | Model                  | Pilot-Copilot                      | Model                  |
| ---- | ------------------------------------- | ---------------------- | ---------------------- | ---------------------------------- | ---------------------- |
| 2025 | Bisha–Shubaytah                       | Categoria no disputada | Categoria no disputada | Brock Heger Max Eddy               | Polaris RZR Pro R      |
| 2024 | Al-Ula–Yanbo                          | Manuel Andújar         | Yamaha Raptor 700      | Xavier de Soultrait Martin Bonnet  | Polaris RZR Pro R      |
| 2023 | prop de Yanbo-Dammam                  | Alexandre Giroud       | Yamaha Raptor 700      | Eryk Goczal Oriol Mena             | Can-Am Maverick X3     |
| 2022 | Ḥaʼil-Jiddah                          | Alexandre Giroud       | Yamaha Raptor 700      | Austin Jones Gustavo Gugelmin      | Can-Am Maverick X3     |
| 2021 | Jiddah-Ḥaʼil                          | Manuel Andújar         | Yamaha Raptor 700      | Francisco López Juan Pablo Latrach | Can-Am Maverick X3     |
| 2020 | Jiddah-Riad-Qiddiya                   | Ignacio Casale         | Yamaha Raptor 700      | Casey Currie Sean Berriman         | Can-Am Maverick X3     |
| 2009 | Lima–Lima                             | Nicolás Cavigliasso    | Yamaha Raptor 700      | Francisco López Alvaro Quintanilla | Can-Am Maverick X3     |
| 2018 | Lima-La Paz-Córdoba                   | Ignacio Casale         | Yamaha Raptor 700      | Reinaldo Varela Gustavo Gugelmin   | Can-Am Maverick X3     |
| 2017 | Asunción-La Paz-Buenos Aires          | Sergey Karyakin        | Yamaha Raptor 700      | Leandro Torres Lourival Roldan     | Polaris RZR 1000 XP    |
| 2016 | Buenos Aires-Salta-Rosario            | Marcos Patronelli      | Yamaha Raptor 700      | Categoria no disputada             | Categoria no disputada |
| 2015 | Buenos Aires-Iquique-Buenos Aires     | Rafal Sonik            | Yamaha Raptor 700      | Categoria no disputada             | Categoria no disputada |
| 2014 | Rosario-Salta-Valparaíso              | Ignacio Casale         | Yamaha Raptor 700      | Categoria no disputada             | Categoria no disputada |
| 2013 | Lima-Tucumán-Santiago                 | Marcos Patronelli      | Yamaha Raptor 700      | Categoria no disputada             | Categoria no disputada |
| 2012 | Mar del Plata-Arica–Lima              | Alejandro Patronelli   | Yamaha Raptor 700      | Categoria no disputada             | Categoria no disputada |
| 2011 | Buenos Aires–Arica–Buenos Aires       | Alejandro Patronelli   | Yamaha Raptor 700      | Categoria no disputada             | Categoria no disputada |
| 2010 | Buenos Aires–Antofagasta–Buenos Aires | Marcos Patronelli      | Yamaha Raptor 700      | Categoria no disputada             | Categoria no disputada |
| 2009 | Buenos Aires–Valparaiso–Buenos Aires  | Josef Machácek         | Yamaha Raptor 700      | Categoria no disputada             | Categoria no disputada |

1. ↑  UTVs fins al 2022

Font:

### Prototips lleugers i Clàssics
| Any  | Ruta                 | Prototips lleugers Challengers (T3) | Prototips lleugers Challengers (T3) | Clàssics                    | Clàssics                  |
| Any  | Ruta                 | Pilot-Copilot                       | Model                               | Pilot-Copilot               | Model                     |
| ---- | -------------------- | ----------------------------------- | ----------------------------------- | --------------------------- | ------------------------- |
| 2025 | Bisha–Shubaytah      | N. Cavigliasso V. Pertegarini       | Taurus T3 Max                       | Carlos Santaolalla Jan Rosa | Toyota Land Cruiser HDJ80 |
| 2024 | Al-Ula–Yanbo         | Cristina Gutiérrez Pablo Moreno     | Taurus T3 Max                       | Carlos Santaolalla Jan Rosa | Toyota Land Cruiser HDJ80 |
| 2023 | prop de Yanbo-Dammam | Austin Jones Gustavo Gugelmin       | Can-Am Maverick XRS                 | Joan Morera Lidia Ruba      | Toyota Land Cruiser HDJ80 |
| 2022 | Ḥaʼil-Jiddah         | Francisco López Juan Pablo Latrach  | Can-Am XRS                          | Serge Mogno Florent Drulhon | Toyota Land Cruiser HDJ80 |
| 2021 | Jiddah-Ḥaʼil         | Josef Machácek Pavel Vyoral         | Can-Am                              | Marc Douton Emilien Etienne | Sunhill Buggy             |

Font:

### Guanyadores femenines
La primera dona en guanyar el Dakar va ser l'alemanya Jutta Kleinschmidt, l'any 2001, pilotant un Mitsubishi Pajero Evo.
Pel que fa a motos, Patricia Watson-Miller va guanyar tres vegades la copa femenina del ral·li Dakar, els anys 1991, 1991 i 2006.
La catalana Laia Sanz i Pla-Giribert va ser campiona femenina del Ral·li Dakar sis anys consecutius (del 2011 a 2016) i el gener del 2020 també va resultar campiona, finalitzant en 18è lloc de la classificació general (comptant homes i dones), i també completant la cursa per desè any consecutiu. Des del 2014 fins al 2019 sempre havia quedat per sobre de la 16a posició general, arribant a la 9a posició el 2015. Amb la gesta del 2020, Laia Sanz es va convertir en la primera pilot catalana que aconseguia completar 10 ral·lis Dakar consecutius.